# Tijgerkreek
Tijgerkreek is een van de zes ressorten waaruit het Surinaamse district Saramacca bestaat. Het hoofddorp, Sidoredjo, werd een dorpsgemeente in 1937.
In het oosten grenst het ressort Tijgerkreek aan Groningen, in het zuidoosten aan Kampong Baroe, in het zuiden en westen aan Calcutta en in het noorden aan Wayamboweg.
In 2004 had Tijgerkreek volgens cijfers van het Centraal Bureau voor Burgerzaken (CBB) 2899 inwoners.
Het resort is vernoemd naar de Tijgerkreek, een zijrivier van de Saramacca.
Er bevindt zich een polikliniek van de Regionale Gezondheidsdienst (RGD).